# André Lagache
Pour les articles homonymes, voir Lagache.

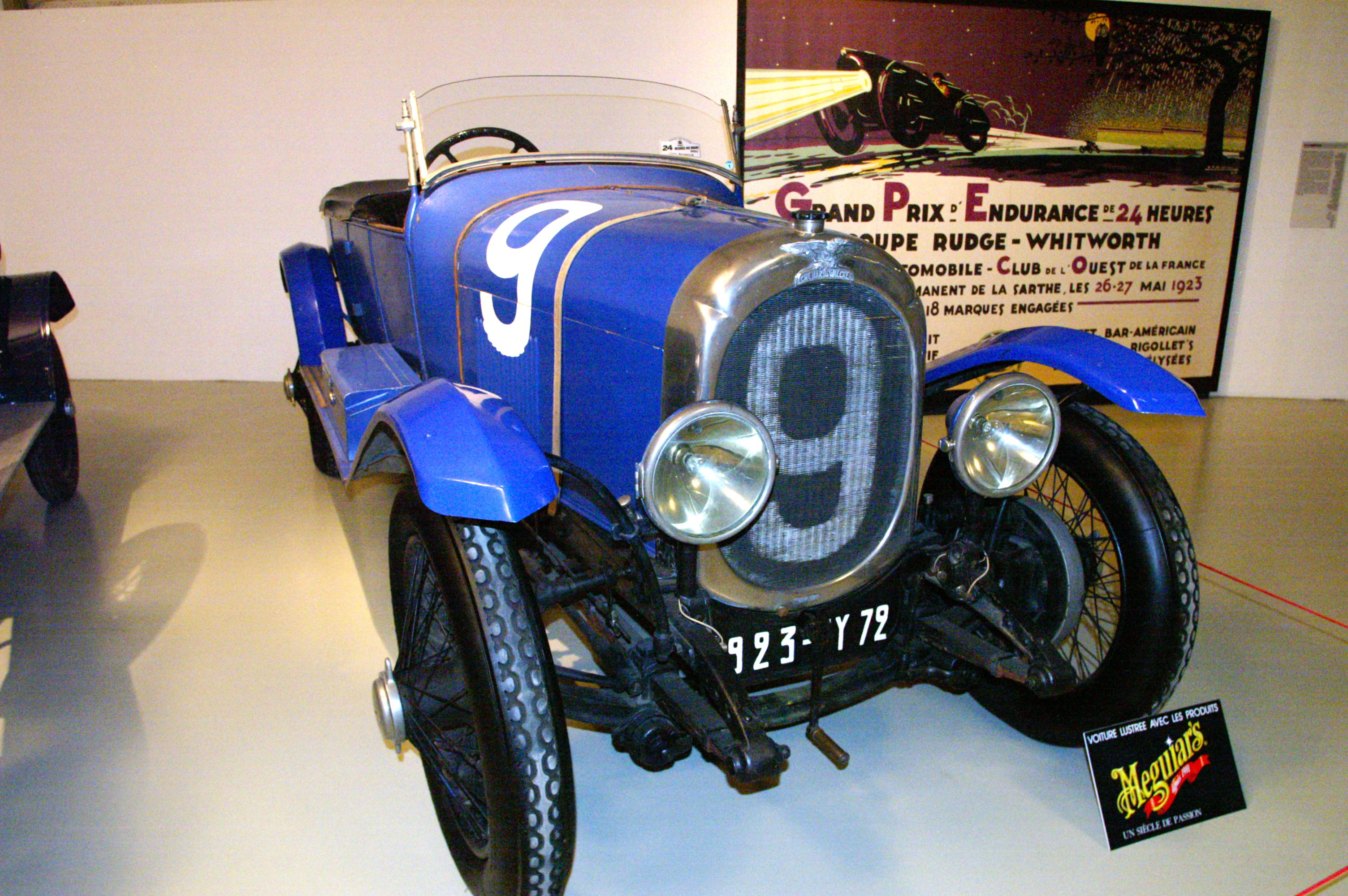
La première voiture victorieuse des 24 Heures du Mans, la Chenard & Walcker Sport no 9 d'André Lagache et René Léonard (le 27 mai 1923, Musée des 24 Heures).

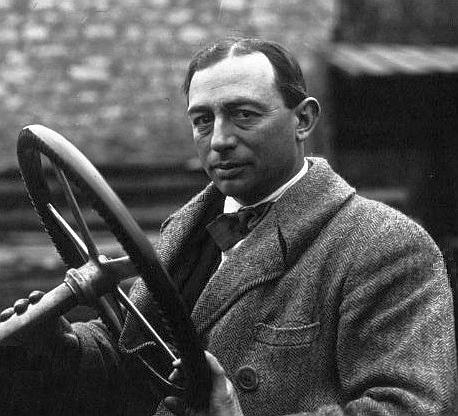
André Lagache en 1921, Grand Prix de Corse.

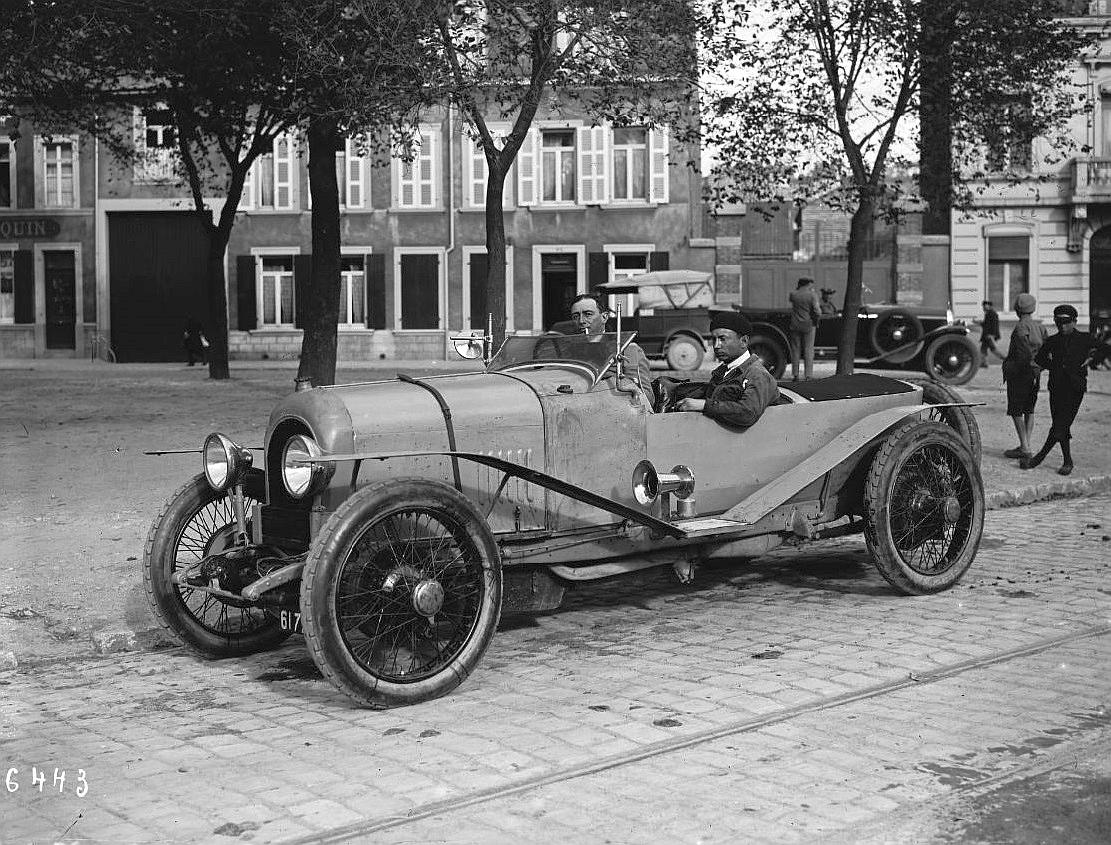
André Lagache à la Coupe Georges Boillot 1923 (5e).

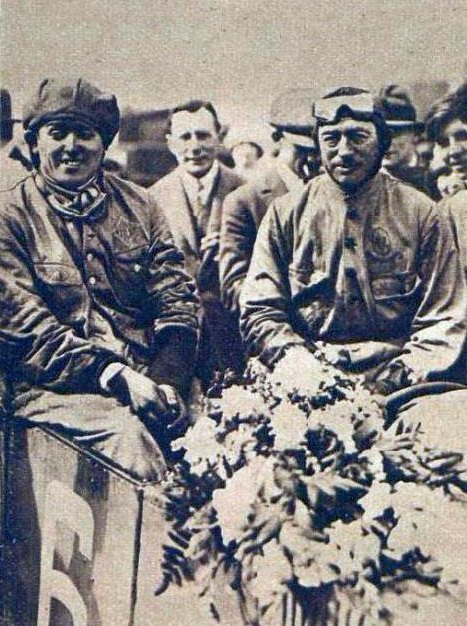
André Lagache et son mécanicien, victorieux de la Coupe Georges Boillot 1925.

André Lagache, né le 21 janvier 1885 à Pantin et mort le 2 août 1938 à Satory est un ingénieur et pilote de course automobile français. 

## Biographie
Sa carrière en sport automobile s'étale de 1921 (troisième de la Coupe Georges Boillot sur Chenard & Walcker, mais abandon au Grand Prix automobile de la Corse) à 1926 (avec une ultime victoire).
En 1922, il remporte le difficile parcours du premier Circuit des Routes Pavées, mais les concurrents étant arrivés hors délais dans cette épreuve de régularité, il n'est pas déclaré vainqueur (un sprint final de 500 mètres départage alors les pilotes).
Après avoir fini deuxième de la Coupe G. Boillot en 1922 toujours sur Chenard & Walcker (derrière Paul Bablot), il remporte en tant que chef d'équipe les premières 24 Heures du Mans en 1923 en établissant le record du tour, ainsi que les 24 heures de Spa-Francorchamps en 1925 sur Chenard et Walcker avec René Léonard, le patron des essayeurs.
André Lagache participe, toujours sur Chenard & Walcker, aux 24 Heures du Mans 1924. Il établit le nouveau le record du tour mais il doit abandonner après avoir pris feu alors qu'il était en tête. Il termine deuxième la même année des 24 Heures de Spa.
Il dispute une troisième fois sur Chenard & Walcker les 24 heures du Mans en 1925, mais il abandonne encore.
En 1925 (sur Tank L4 1,1 l) puis 1926 (sur L4 1,1 l simple), il remporte enfin la Coupe G. Boillot organisée à Boulogne-sur-Mer (seul double vainqueur de cette épreuve commémorative pour voitures de sport type voiturettes, organisée tout le long des années 1920, la course de 1926 étant tout particulièrement longue, de près de 600 kilomètres) et, il participe également au Grand Prix d'Espagne de tourisme de Saint-Sébastien en 1926, finissant deuxième de la course organisée à Guipúzcoa.
Ses six années de carrière se déroulèrent exclusivement au sein de l'entreprise Chenard & Walcker.
Il crée avec les frères Fritz et Raymond Glaszmann la grande usine de remorques « Lagache et Glaszmann » implantée à Gennevilliers, puis, toujours avec eux, les tracteurs routiers FAR à mécanique Chenard et Walcker. Le tracteur FAR léger tirant de lourdes remorques (train routier) dispose de caractéristiques qui en font l'un des précurseurs en France des freins sur roues avant.
Habitant à Paris, son décès à l'âge de 53 ans a lieu le 2 août 1938 alors qu'il essaye un tracteur de sa firme devant les chefs de l'armée, à Satory. Il est écrasé par une roue arrière de sa machine qui venait de se renverser.
Il est inhumé dans le caveau familial du cimetière communal de Pantin.

## Distinction
- Chevalier de la Légion d'Honneur en novembre 1931[4] (promotion du ministère du commerce et de l'industrie).